# David Herd
Pour les articles homonymes, voir Herd.
David George Herd, né le 15 avril 1934 à Hamilton (Écosse) et mort le 1er octobre 2016, est un footballeur international écossais. 
Cet attaquant inscrit entre 1954 et 1970 222 buts en 404 matchs de championnat d'Angleterre sous les couleurs de Arsenal FC, Manchester United et Stoke City FC, ce qui en fait le 15e meilleur buteur de l'histoire de la compétition.
Il est le fils d'Alec Herd (en) et le neveu de l'international Sandy Herd (en), deux footballeurs professionnels.

## Carrière
David Herd grandit à Manchester, où son père est footballeur professionnel à Manchester City, puis à Stockport. Il commence sa propre carrière dans le club local de Stockport County, ou il joue son premier match et marque son premier but lors de la dernière journée de la saison 1950–1951, face à Hartlepool United. Contraint par ses obligations militaires, il ne joue que 12 matchs en 1953–1954, mais ses cinq buts suffisent à le faire remarquer.
David Herd rejoint Arsenal en 1954 pour 10 000 £. Il y débute le 19 février 1955 mais n'y fait sa place qu'en 1956-1957, ou il marque 18 buts en 28 matchs de championnat. Il s'impose comme le meilleur buteur de l'équipe pendant plusieurs saisons, jusqu'à ses 29 buts en 1960-1961, un record à Arsenal depuis Ronnie Rooke, qui lui permet de terminer meilleur buteur du championnat. Frustré par le manque de résultats du club, il part en 1961 pour Manchester United pour 35 000 £, après avoir inscrit 107 buts en 180 matchs pour le club londonien. 
Il est à cette période sélectionné en équipe d'Écosse. Il fait ses débuts le 18 octobre 1958 face au Pays de Galles. Sa dernière sélection est une défaite 4-0 face à la Tchécoslovaquie le 14 mai 1961. Il aura marqué 3 buts en 5 sélections.
David Herd débute à Manchester face à West Ham le 19 aout 1961. Il remporte la FA Cup en 1963 (il marque un doublé en finale face à Leicester City), ainsi que le championnat en 1965 et 1967. Sérieusement blessé en mars 1967, son temps de jeu diminue dès lors. Il voit son club remporter la Coupe d'Europe en 1968. Il quitte MU sur un bilan de 145 buts en 265 matchs.
Libre, il rejoint alors Stoke City. Il inscrit respectivement 9 et 2 buts en 39 et 9 matchs lors des deux saisons suivantes, son club frolant la relégation. Il termine sa carrière sur une dernière pige à Waterford, en Irlande.
En 1971-1972, il tente une carrière d'entraîneur à Lincoln City, qui s'avère sans lendemain.

## Palmarès
- Vainqueur du Championnat d'Angleterre en 1965 et 1967 avec Manchester United
- Vainqueur de la Coupe d'Angleterre en 1963 avec Manchester United